# Campaña contra los catos

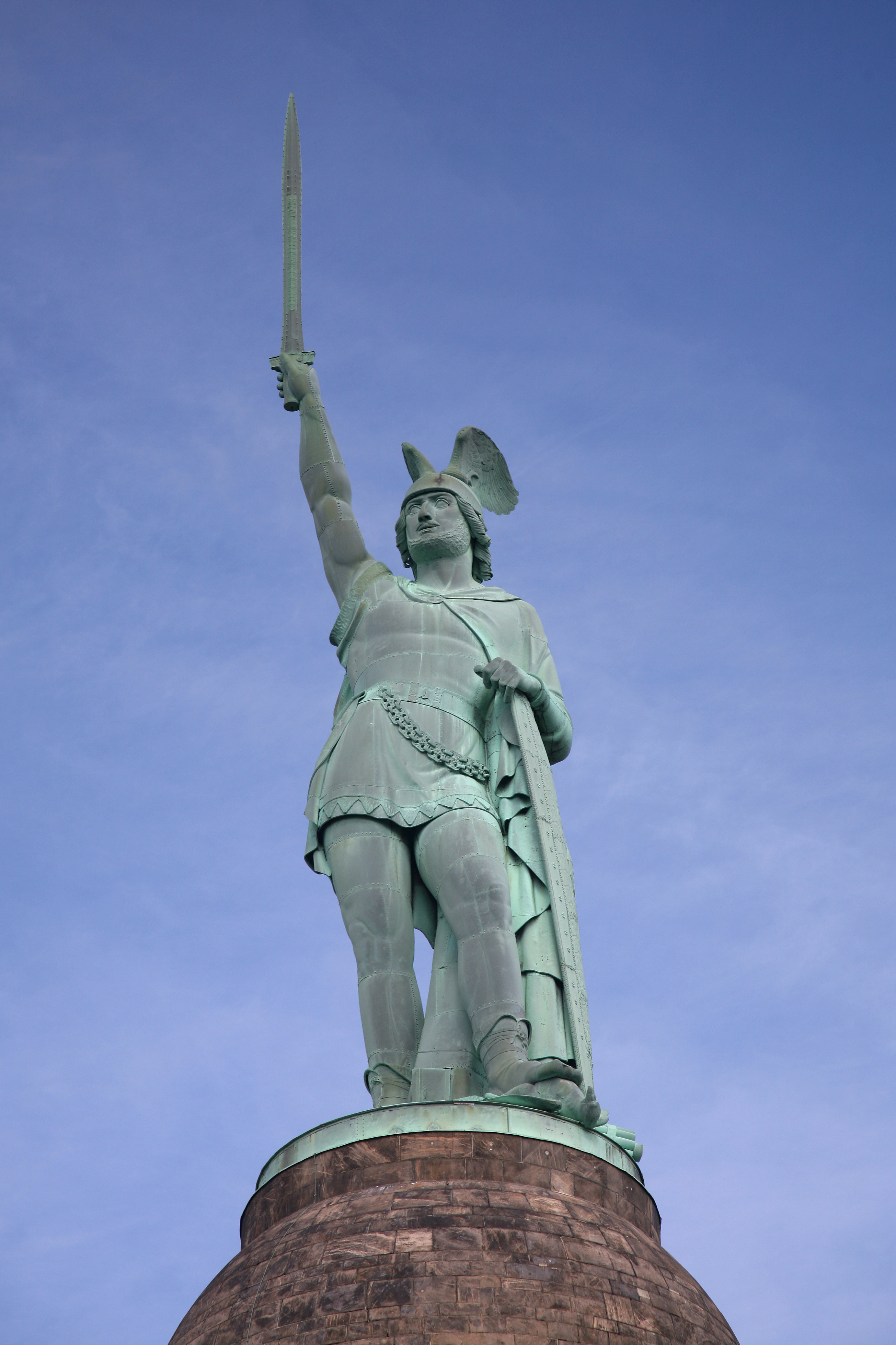
Monumento de Hermannsdenkmal a Arminio cerca de Detmold, Alemania.

La campaña contra los chatti, también llamada segunda campaña contra los germanos, fue una campaña militar del general romano Germánico. Se llevó a cabo durante los años 16 y 17 d. C., cuando Germánico lideró sus legiones a través del Rin contra los germanos, donde se enfrentarían a las fuerzas de Arminio y sus aliados. Tácito dice que el propósito de esas campañas era vengar la derrota de Publio Quintilio Varo en la batalla del bosque de Teutoburgo y no para expandir el territorio romano.
A principios de la primavera del 15 d. C., Germánico cruzó el Rin y golpeó a los chatti. Saqueó su capital Mattium (el moderno Maden cerca de Gudensberg), saquearon su campo, y luego regresaron al Rin. En algún momento de este año, recibió noticias de Segestes, que estaba prisionero de las fuerzas de Arminio y necesitaba ayuda. Las tropas de Germánico liberaron a Segestes y se llevaron a su hija embarazada, la esposa de Armenio Thusnelda, en cautiverio. De nuevo marchó de regreso victorioso y bajo la dirección de Tiberio, aceptó el título de Imperator.
Arminio llamó a su tribu, los cherusci, y a las tribus circundantes a las armas. Germánico coordinó una ofensiva terrestre y fluvial, con tropas marchando hacia el este a través del Rin, y navegando desde el Mar del Norte hasta el río Ems para atacar a los bructeri y a los cherusci. Las fuerzas de Germánico atravesaron el territorio bructeri, donde el general Lucio Estertinio recuperó el águila perdida de la legión XIX de entre el equipo de los bructeri después de derrotarlos en la batalla.
Las divisiones de Germánico se encontraron al norte y arrasaron el campo entre el Ems y el río Lippe, y penetraron en el bosque de Teutoburgo, un bosque de montaña en Alemania occidental situado entre estos dos ríos. Allí, Germánico y algunos de sus hombres visitaron el lugar de la desastrosa batalla del bosque de Teutoburgo, y comenzaron a enterrar los restos de los soldados romanos que habían quedado a la intemperie. Después de medio día de trabajo, canceló el entierro de los huesos para que pudieran continuar su guerra contra los germanos. En un lugar que Tácito llama pontes longi («largas calzadas»), en las pantanosas tierras bajas cerca del Ems, las tropas de Arminio atacaron a los romanos. Arminio inicialmente atrapó a la caballería de Germánico en una trampa, infligiendo bajas menores, pero la infantería romana reforzó la huida y la revisó. La lucha duró dos días, sin que ninguno de los dos bandos lograra una victoria decisiva. Las fuerzas de Germánico se retiraron y regresaron al Rin. Tácito afirma que los romanos ganaron la batalla de pontes longi; sin embargo, Wells dice que la batalla no fue concluyente.